# 馬努漢MR-73左輪手槍
MR-73是由法國馬努漢公司（Manurhin）生產的雙動式左輪手槍，以其比賽級的精度及強大的火力而聞名。

## 概述
馬努漢MR73左輪手槍是由法国馬努漢公司于1973年开發，是具比賽級精度的左輪手槍。
MR73採用雙動式扳機的設計，並能夠以單動式或雙動式進行射擊，有一个两档可调的双动扳机力，也可以单动射击 - 其他转轮手枪都不具有这个特点。这些调整不会改变主弹簧的强度，确保了可靠击发底火。

### 彈藥
MR73 具有多種不同尺寸的版本可供用戶選擇，包括2.5吋型、2.75吋型、3吋型、 4吋型、5.25吋型和 6吋型，亦能對應多種彈藥，包括.22 LR、.32 S&W Long、9毫米魯格彈、.38 特種彈和.357麥格農，用戶可透過更換彈巢來改變口徑。

### 构造
由于随着广泛使用手工嵌合及抛光部件扳机组件的轴承，该枪需要在工厂手工装配超过12个小时的，因而该价格会比起美國製造的品牌贵约50％的价格。
所有的MR73转轮手枪采用全钢结构，设计可承受极端的压力；枪管由冷钢锻打制造，从而导致使用寿命长和极高的精度。9×19毫米帕拉贝鲁姆弹转轮弹巢作为选件提供，提供使用更便宜的弹药用来培训。
所有MR73转轮手枪都是由手工组装和调整，造成极高的精确度和昂贵的价格。高可靠性和使用寿命的MR73，结合比赛级的精度，也使得该枪和SIG P210半自动手枪齐名，获得了“最好的警用手枪”的评价。

### 精度
MR73转轮手枪是比赛级的准确，出自己的工厂的时候就经过25米射击测试；平均15轮，采用选定弹药，必须达到20毫米（0.8英寸）射击散步直径，才算合格。据称超过一百万发只有一次故障。

## 采用
MR73转轮手枪是法国国家宪兵的标准配备武器，还有一些法国精英的执法机构（GIGN，搜索、援助、干预、威慑部队等）也有使用的标配武器。它能够几乎无间歇地承受150发.357Mag弹的日常训练使用；这些部门还使用MR73的8英寸和10英寸枪管战术版本。

## 衍生型
- Special Police F1/MR 88

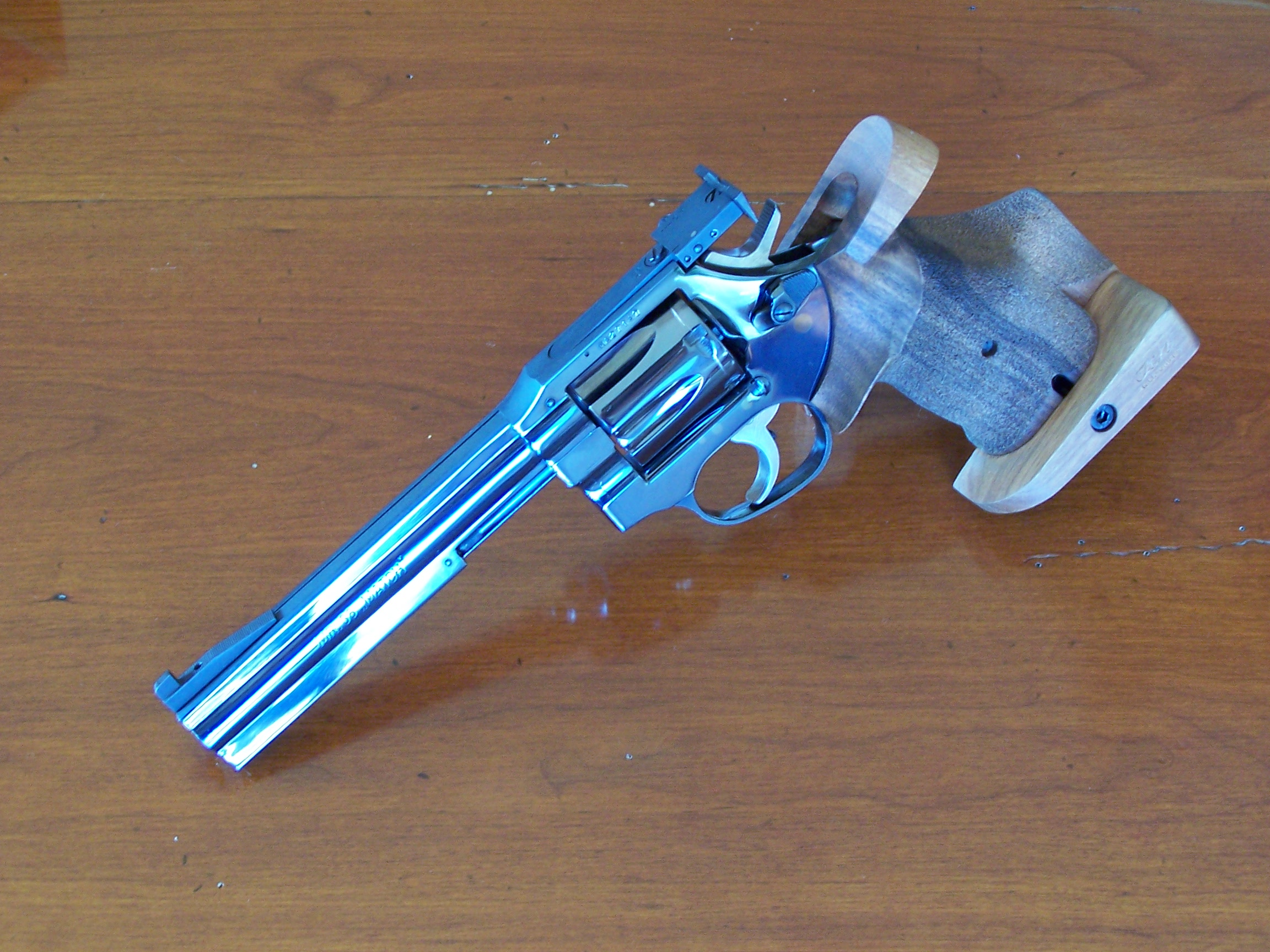
MR-38,MR-73的比賽型

- MR 93
- MR 96

## 使用國
- 安道尔
  - 警察干預小組
- 奥地利
  - 内務部眼鏡蛇作戰司令部[4]
- 布吉納法索
  - 國家憲兵[5]
- 喀麦隆
  - 國家憲兵[5]
- 中非
- - 國家憲兵[5]
- 埃及
  - 警察
- 法國
  - 法國空軍
  - 國家憲兵干預組
  - 國家警察干預組
  - 國家狩獵和野生動物辦公室
  - 國家水和水生環境辦公室
  - 搜索、援助、干预、威慑部队（英语：Recherche Assistance Intervention Dissuasion）（RAID）
- 加彭
  - 國家憲兵[5]
- 希腊
  - 警察
- 盧森堡
  - USP特警隊
- - 國家憲兵[5]
- 模里西斯
  - 警察[5]
- 马来西亚
  - 人民志願軍（馬來話：Ikatan Relawan Rakyat Malaysia；英語：RELA Corps）
- 塞内加尔
  - 國家憲兵[5][6]
- 塞舌尔[5]
- 西班牙
  - GEO特警隊
- 瑞士
- 多哥
  - 國家憲兵[5]

## 外部連結
- 官方網頁（英文）
  - Owner Manual（英文）
- Modern Firearms—Manurhin MR 73（英文）